# 평등보호조항
평등보호조항(Equal Protection Clause)은 미국 수정 헌법 제14조에서 있는 조항을 말한다. 본 조항은 유사하게 처한 사람들을 합리적인 이유없이 다르게 처우하는 것을 금지한다.

## 유사한 처지에 있는 사람들에 대한 차별적인 대우
엄격한 심사규정을 적용하기 위해서는 의도적으로 차별적인 대우를 하여야 한다.
- 직접적 위반; 법률이나 규정에서 사람들을 차별적으로 규정
- 적용시 위반: 법률이나 규정을 적용하는 시 차별적으로 적용

## 평등심사의 기준
전통적인 엄격한 심사”와 “합리성 심사”로 이루어지는 2단계의 심사기준 모델에 제3의 심사기준, 즉 “중간심사기준”을 추가하여 현재는 3단계 심사기준모델을 활용하고 있다.

### 엄격심사기준
인종, 국적 또는 원국적 등의 문제로 불이익을 받기 쉬운 이른바 ‘혐의집단’을 차별하는 법률의 합헌성 판단에는 이른바 “엄격한 심사기준”을 적용하였는데, 엄격한 심사기준 하에서 합헌성을 심사받는 경우에는 국가가 그 법률이 “긴절한 국가목적”을 달성하기 위한 것이 라는 것과 그러한 긴절한 국가목적의 달성을 위해 ‘필요한’ 또는 “엄정하게 선택된” 수단이 라는 것을 입증하는 경우에만 합헌이라는 판단을 받을 수 있으며 “엄격한 심사”기준이 적용되는 경우에는 합헌성이 유지되는 법률이 거의 없는 것으로 인식되어 왔으나 최근에는 엄격한 심사기준을 적용받고도 합헌성이 인정되는 경우가 있다.

## 같이 보기
- 평등심사의 기준
- 과잉금지원칙 [비례성심사)
- 자의금지원칙 (합리성심사)

## 참고 문헌
- 류변의 미국법 이야기(50)헌법 적법절차와 Equal Protection
- 김현철, 미국헌법상 평등보호와 엄격심사기준에 관한 연구, 연세대학교 법학연구 11권 3호 시작쪽수 244p
- 법률신문 임지봉 [미국헌법판례열람] 외국인 차별과 평등조항 2007-05-01
- 미국헌법판례열람 차별의 고의성과 평등 2007-04-05]